# Napomyza clematidicolla
Napomyza clematidicolla är en tvåvingeart som beskrevs av Spencer 1963. Napomyza clematidicolla ingår i släktet Napomyza och familjen minerarflugor. Inga underarter finns listade i Catalogue of Life.